# 청자 상감오리모양 주전자
청자 상감오리모양 주전자(靑磁 象嵌鴨形 注子)는 대한민국 경기도 성남시에 있는 문화재로 깃털을 상감 기법으로 장식한, 고려청자 오리 모양 주전자이다. 2004년 3월 3일 대한민국의 보물 제1398호로 지정되었다.

## 같이 보기
- 고려청자

## 참고 자료
- 청자 상감오리모양 주전자 - 국가유산청 국가유산포털